# Tonya Knight
Tonya Knight (Peculiar, Misuri; 24 de marzo de 1966-7 de febrero de 2023) fue una culturista profesional estadounidense.

## Biografía
Natural del estado de Misuri, comenzó como amateur en los circuitos ofertados por la NPC, como el campeonato de los Estados Unidos, en los que participó durante tres años consecutivos, entre 1984 y 1986, obteniendo como mejor posición la cuarta plaza en la última entrega, antes de conseguir la acreditación profesional de la IFBB.
En 1988 comenzó con una quinta posición en el torneo de exhibición del Pro World Championship. La siguiente convocatoria sería su primera Ms. Olympia, organizado por la IFBB. Después de que los jueces de la IFBB presentaran pruebas contundentes contra Tonya de que había conseguido que alguien que no era ella suministrara orina que pasara la prueba, admitió que había enviado a un sustituto para que se sometiera a una prueba de drogas obligatoria administrada antes del certamen, en el que consiguió acabar cuarta antes de darse a conocer el escándalo. 
En una sentencia dictada en noviembre de 1989, fue suspendida, despojada de su título de Ms. International de 1989 (que pasó a manos de la subcampeona Jackie Paisley) y se le pidió que devolviera el dinero del premio de Ms. International de 1989 y de Ms. Olympia de 1988, que ascendía a 12 000 dólares. Tras el escándalo, regresó triunfante a los escenarios en 1991, ganando el título de Ms. International, esta vez sin incidentes. Sólo participó en dos concursos profesionales más, el último en 1993.
Tras retirarse en 1993, Tonya seguía siendo la única ganadora de Ms. International que ha perdido uno de sus títulos. Pese a esa hoja oscura en su carrera, fue incluida en el Salón de la Fama de la IFBB en 2011.

### Historial competitivo
- 1984 - NPC USA Championship - 11º puesto (LHW)
- 1985 - NPC USA Championship - 6º puesto (HW)
- 1986 - NPC USA Championship - 4º puesto (HW)
- 1988 - Pro World Championship - 5º puesto
- 1988 - IFBB Ms. Olympia - 4º puesto (posteriormente descalificada)
- 1989 - Ms. International - 1º puesto (posteriormente descalificada)
- 1991 - IFBB Grand Prix Italy - 1º puesto
- 1991 - Ms. International - 1º puesto
- 1992 - Ms. International - 6º puesto
- 1993 - Jan Tana Classic - 3º puesto[2]

## Vida personal
Tonya vivía en Overland Park (Kansas). Estuvo casada con el difunto culturista John Poteat, del que se divorció. Tenía 3 hermanos llamados Timothy, Todd y Travis y algunos otros hermanos políticos, y un hijo llamado Malachi.

### Aparición en televisión
Tonya fue una habitual en American Gladiators, como el personaje "Gold", desde 1989 hasta 1992, hasta que lo dejó debido a una lesión en su rodilla izquierda.